# خميس بن راشد الكعبي
خميس بن راشد مهدي الكعبي سياسي ودبلوماسي قطري، والسفير الحالي لدولة قطر في جمهورية كوستاريكا، ولد في الدوحة بتاريخ 2 مايو 1964م التحلق بالعمل في قطاع الدولة في سن مبكر عام 1985م، وأنهى دراسته الجامعية في المملكة المتحدة عام 1997م، عمل في وزارة المالية والاقتصاد فشارك في عدد من الادارات هناك وشغل منصب رئيس وحدة المشاريع والاستثمار ثم انتقل إلى وزارة الخارجية فعمل في البعثات الدبلوماسية وشغل منصب القنصل العام لدولة قطر في هيوستن فاكتسب الخبرات التي احتاجها ليتحصل على درجة سفير فاصبح سفير لدولة قطر لدى جمهورية كوستاريكا وجمهورية نيكاراغوا، كما أن الكعبي عضو فعّال في عدد من المنظمات العلمية والخيرية.

## الؤهلات العلمية
- دكتوراه في التعليم العالي وتنمية الاقتصاد والاجتماعي (PHD in Higher Education & Socioeconomic development) / جامعة مانشستر - المملكة المتحدة عام 2003م.
- درجة الماجستير في سياسات الشرق الأوسط / جامعة مانشستر - المملكة المتحدة عام 1997م.
- بكالوريوس في علم الاجتماع / جامعة قطر 1990م.

### اللغات
العربـيـة (اللغة الام)، الانجليـزيـة (لغة ثانية).

## الخبرات المهنية
وزارة المالية والاقتصاد:
- مساعد رئيس الهيئة العامة للجمارك والموانئ 2006م - 2008م.
- مدير إدارة الشؤون الإدارية والمالية (الهيئة العامة للجمارك والموانئ) 2005م- 2006م.
- رئيس وحدة المشاريع والاستثمار 2003م- 2005م.

وزارة الشؤون الخارجية:
- مايو 2016م - حتى سبتمبر 2019م: القنصل العام لدولة قطر في هيوستن.[2]
- ملحق طبي - ألمانيا / جميع دول الاتحاد الأوروبي باستثناء المملكة المتحدة 2010م إلى 2016م.
- سفير دولة قطر لدى جمهورية كوستاريكا منذ العام 2020م وما زال،[3][4] وسفير غير مقيم لدى جمهورية نيكاراغوا.[5]

الانشطة والعضويات:
- عضو في منظمة التاريخ والآثار بدول مجلس التعاون الخليجي - الرياض منذ 2003م وحتى الآن.
- عضو في الجمعية الخيرية العربية / البريطانية (The National Association of Arabs and British) - بريطانيا منذ 2001م وحتى الآن.
- عضو في مفوضية (Human Relief Foundation Bradford - England) - بريطانيا منذ 2001م وحتى الآن.